# Barranc de la Font de l'Hort
El barranc de la Font de l'Hort és un barranc del terme actual de Tremp, del Pallars Jussà i de l'antic d'Espluga de Serra, a l'Alta Ribagorça, situat a la vall del barranc de Miralles, al sud de la Serra de Sant Gervàs.
Neix al sud-est de la Pala del Teller, a prop de la mateixa carena de Sant Gervàs. Rep el nom de la Font de l'Hort, propera al barranc de Miralles. Passa a ponent de l'ermita dels sants Gervàs i Protàs, així com dels Corrals de Sallants.